# Mas Torre Amela
El Mas Torre Amella o Ametla és a la part oriental del terme municipal del Forcall, una mica al nord de la Rambla del riu Xiva, a la comarca dels Ports de Morella. Es tracta d'una torre defensiva aixecada al complex d'una masia amb la finalitat de protegir tant les collites com els agricultors que s'ocupaven d'elles, en una zona més apartada del nucli poblacional del que és raonable, per poder estar protegida per ell. Està catalogada com Bé d'Interès Cultural tal com queda reflectit a la Direcció General de Patrimoni Artístic, de la Generalitat Valenciana.
Tot o potser per la seva declaració com a BIC genèrica, no presenta inscripció ministerial, tenint com a identificador el codi: 12.01.061-014.

## Descripció historicoartística
El mas està format per o conjunt de cinc edificis amb torre defensiva, un mur que fa d'estacada i un gran magatzem amb coberta a dues aigües, tot això localitzat a la vall del riu de Xiva.
La torre presenta una coberta a dues aigües acabada en teula. Compta amb planta baixa i tres nivells d'altura. Durant els segles  XVII i  XVIII es va procedir a realitzar una sèrie de reformés com són la col·locació d'un balcó rodó i unes finestres a la tercera planta. Pel que fa a la construcció annexa, destaca en ella la coberta a una sola vessant amb dos balcons. La fàbrica és de maçoneria, reforçada en els cantons amb carreus, sobretot a la torre.
Es té constància de la seva existència al segle xiv, ja que el professor Josep Eixarch Frasno la identificà l'any 1389, quan es coneixia amb el nom de "Mas de Guillem Saura el riu de Xiva"; en 1429 era anomenada "Torre d'en Puilart"; en 1589 "Torre de Vicent Saura" i el 1663 "Torre de Pau Saura al riu Chiva". L'any 1850, en l'estudi dels masos del Forcall se les coneix com a "Torre Romeu" i tot i que també en aquest mateix any en altres documents ja se li denomina "Mas Torre Amela". Hi ha documentació sobre la venda realitzada pel propietari Vicente Noguera Janguas a Miguel Amela Casanova.
Així, la família Amela era propietària i resident de la Torre al segle xix, i roman empadronada a la mateixa fins a l'any 1901. Al llarg del segle XX han canviat els membres de la família que hi residien, però ha seguit habitada pels Amela fins a 1954, any en què passen a empadronar-se com a residents al mas Guillermo Segura i Carmen Celma, amb els fills Encarnació, Josefa i Lourdes, encara que la seva residència a la torre va ser breu, ja que en 1965 es van traslladar a Morella.